# アンジェ美術館
アンジェ美術館(Musée des beaux-arts d'Angers)は、フランスのアンジェにある美術館である。

## 沿革
アンジェの貴族ピエール＝ルイ・エヴェイヤール・ド・リヴォワ侯爵をもとに、1801年に開館した。

## コレクション
14世紀から現代までの絵画、彫刻などを所蔵。ロココからはアントワーヌ・ヴァトー、ジャン・オノレ・フラゴナール、ジャン＝バティスト・グルーズ、ジャン・シメオン・シャルダン、新古典主義からはドミニク・アングル、アンヌ＝ルイ・ジロデ＝トリオソン、フランソワ・ジェラールなど。またイタリアからはジョヴァンニ・バッティスタ・ティエポロ、ロレンツォ・リッピ、アントニオ・カノーヴァ、ピエル・フランチェスコ・モーラ、フランチェスコ・グアルディ 、オランダからはニコラース・ベルヘム、ヤーコプ・ファン・ロイスダールなどが展示されている。近代絵画の中にはピエール・ピュヴィス・ド・シャヴァンヌ、クロード・モネ、ヨハン・ヨンキント、マクシム・モーフラなどがある。

Les Génies des Arts フランソワ・ブーシェ (1703-1770年)
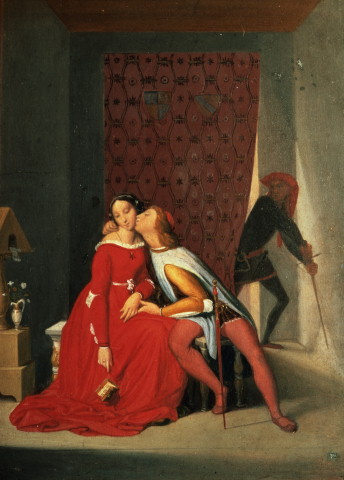
Gianciotto Discovers Paolo and Francesca ドミニク・アングル (1780–1867年)
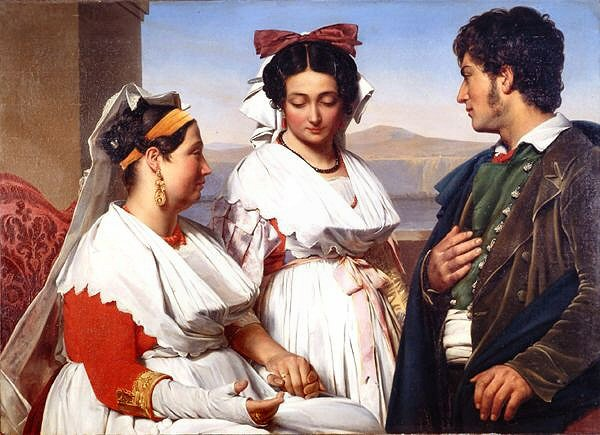
Demande de mariage ギョーム・ボディニエ (1795–1872年)

## 日本にて
2002年に千葉市美術館などで「アンジェ美術館展 － ロココ絵画の華」が開催された。

## 参照
1. ↑  {{{1}}} (PDF) Veille Info Tourisme, p. 137, consulté le 14 août 2010